# Maroltov
Maroltov (německy Marletzgrün) je malá vesnice, část města Ostrov v okrese Karlovy Vary v Karlovarském kraji. Nachází se asi 4,5 kilometru severovýchodně od Ostrova. Maroltov je také název katastrálního území o rozloze 2,13 km².

## Historie
Za zakladatele vesnice bývá považován doksanský klášter, kterému v době před první polovinou čtrnáctého století patřila krajina tzv. vojkovického újezdu. Maroltov by v takovém případě ležel v jeho nejzápadnější části. Podle jiné hypotézy mohla být vesnice založena až po roce 1336, kdy území újezdu získal král Jan Lucemburský.
První písemná zmínka o vesnici pochází z roku 1489, kdy vesnice ležela v obvodu hrdelního soudu v Ostrově. Vesnice nebo její část tehdy pravděpodobně patřila k Dolnímu Žďáru v majetku rytířského rodu Brandnerů. V roce 1497 vesnici s dalšími statky prodaly dcery Kašpara Brandera městu Ostrov. V mladších soupisech městského majetku se Maroltov neuvádí, takže je možné, že jej spravovala přímo vrchnost. Tou byli Šlikové a v rámci dělení jejich majetku byl Maroltov před rokem 1616 připojen k Hauenštejnu, odkud byl spravován až do zrušení patrimoniální správy.
Po druhé světové válce bylo z vesnice vysídleno německé obyvatelstvo.

## Obyvatelstvo
Při sčítání lidu v roce 1921 zde žilo 112 obyvatel (z toho padesát mužů) německé národnosti a římskokatolického vyznání. Podle sčítání lidu z roku 1930 měla vesnice 97 obyvatel s nezměněnou národnostní i náboženskou strukturou.
| Rok            | 1869 | 1880 | 1890 | 1900 | 1910 | 1921 | 1930 | 1950 | 1961 | 1970 | 1980 | 1991 | 2001 | 2011 | 2021 |
| -------------- | ---- | ---- | ---- | ---- | ---- | ---- | ---- | ---- | ---- | ---- | ---- | ---- | ---- | ---- | ---- |
| Počet obyvatel | 120  | 141  | 113  | 116  | 129  | 112  | 97   | 61   | 67   | 37   | 20   | 18   | 13   | 18   | 20   |
| Počet domů     | 21   | 22   | 22   | 22   | 23   | 22   | 21   | 22   | 22   | 8    | 5    | 8    | 6    | 6    | 7    |

## Obecní správa
Při sčítání lidu v letech 1869–1930 Maroltov byl samostatnou obcí v okrese Jáchymov. V letech 1950–1975 byl částí obce Květnová, se kterým patřil nejprve do okresu Karlovy Vary-okolí, ale v letech 1961–1975 v okrese Karlovy Vary. Od 1. ledna 1976 je částí města Ostrov v okrese Karlovy Vary.

## Pamětihodnosti
- Kaplička
- Tvrziště